# Anneau pénien
 (juin 2025).
Si vous disposez d'ouvrages ou d'articles de référence ou si vous connaissez des sites web de qualité traitant du thème abordé ici, merci de compléter l'article en donnant les références utiles à sa vérifiabilité et en les liant à la section « Notes et références ».

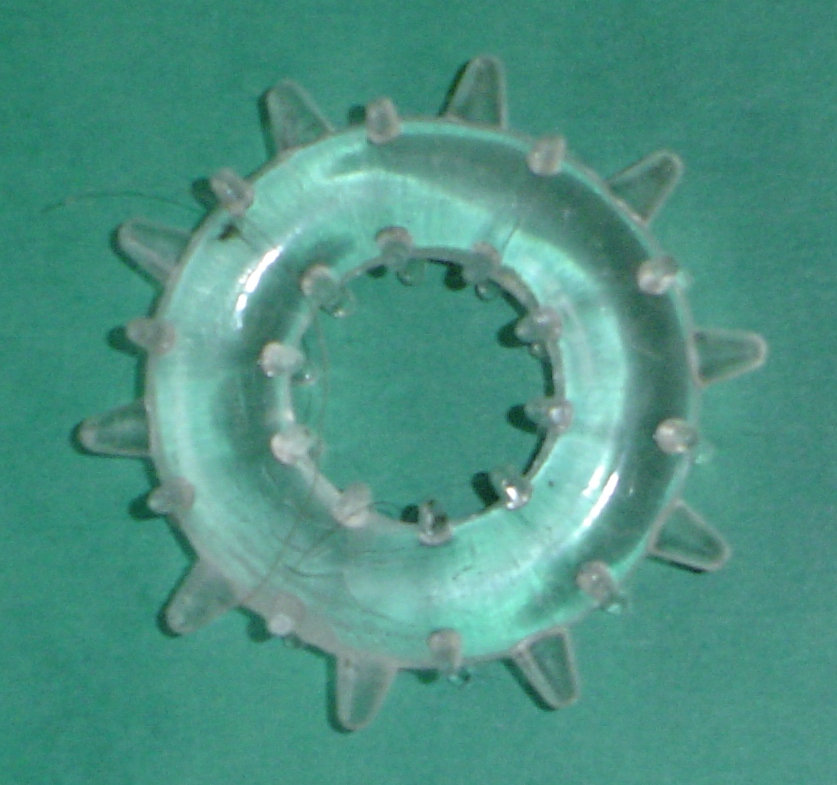
Un modèle d'anneau pénien, version moderne de l'oeil-de-biche.

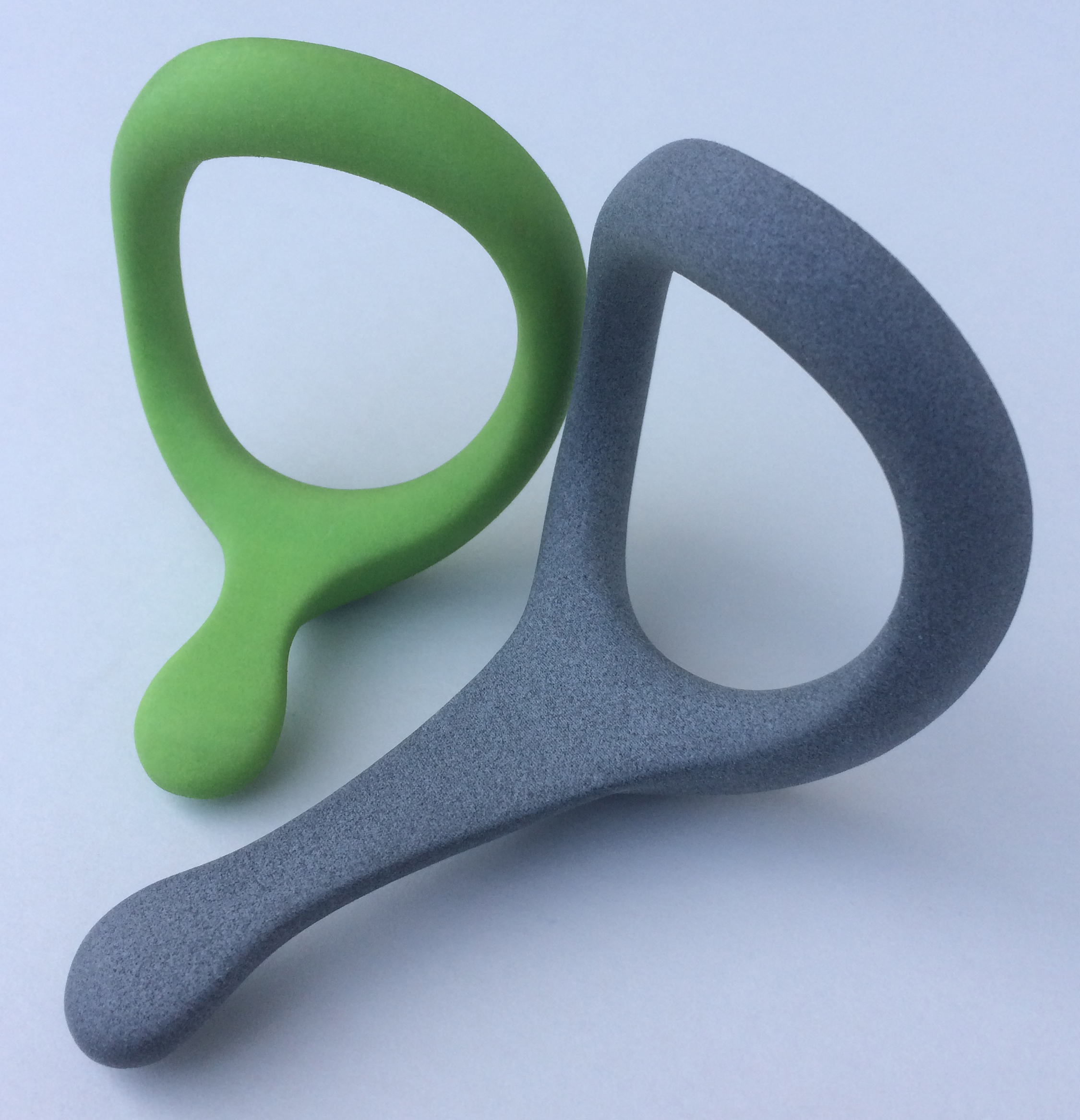
Deux anneaux pénien ergonomiques en nylon, imprimés en 3D, avec des bras permettant d'effectuer un massage du périnée

Un anneau pénien, anneau de constriction ou cockring (de l'anglais, traduisible en « anneau de queue ») est un anneau en métal, en caoutchouc, en silicone, ou bien en cuir, généralement à pressions. 
Il est à placer à la base du pénis avant érection, en vue de renforcer et de prolonger cette dernière et de retarder l'éjaculation pour accroître le plaisir au moment de l'orgasme. 
L'anneau pénien est avant tout un stimulant considéré comme un sex-toy.
Il existe des anneaux péniens ajustables qui vont s'adapter à toutes les tailles, mais aussi des modèles vibrants jetables ou réutilisables. Sans oublier les modèles avec une balle anale ou un masseur de périnée pour redoubler les sensations.

## Caractéristiques
L'anneau pénien placé à la base du pénis, encercle ce dernier avec ou sans les testicules et bloque le reflux sanguin du corps spongieux, ayant pour effet de provoquer une érection plus forte et plus longue, tout en grossissant sensiblement la taille du sexe (les veines saillent et le gland est plus gonflé).
Il se met en place sur le pénis au repos et son diamètre doit être adapté de façon à ne pas trop serrer lorsque le pénis est en érection.
Il existe des modèles réglables qui permettent un serrage optimal.

## Risques

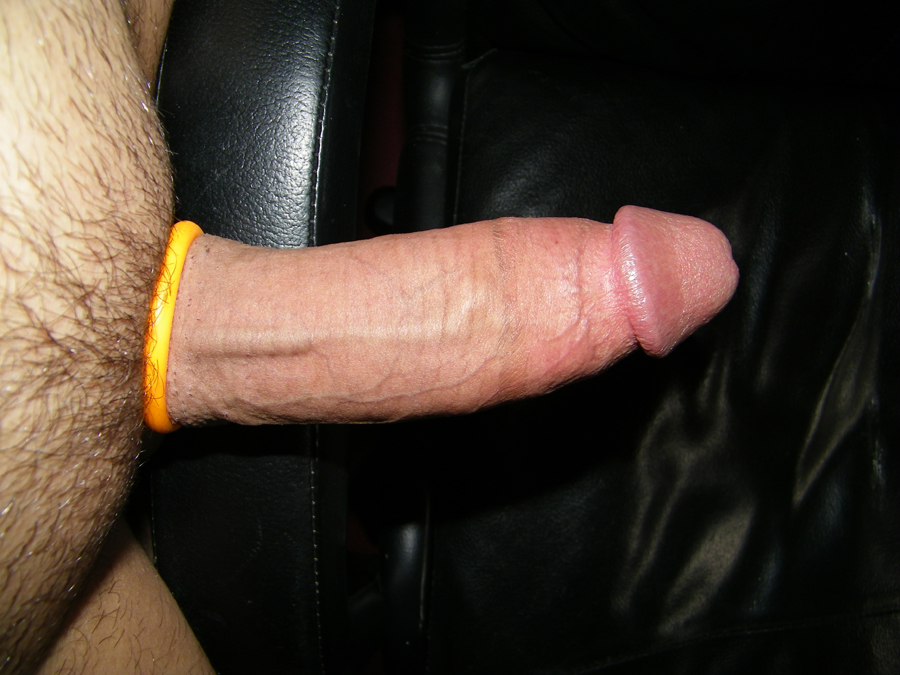
Pénis en érection avec un anneau pénien.

Le port prolongé de l'anneau pénien peut présenter un danger aux conséquences identiques à celles induites par le priapisme : la circulation sanguine étant amoindrie par l'effet garrot, se présente un risque d'hypoxie des tissus, voire de nécrose et de gangrène. Cela peut aboutir à l'amputation du pénis.
Le gonflement des veines peut également conduire à leur éclatement provoquant des hématomes. Du fait de la pression occasionnée sur le pourtour de la verge, la propulsion de l'éjaculation peut être également amoindrie.

## Anneau pénien et vacuum
Dans le cadre d'une rééducation pénienne contre la dysfonction érectile, l'anneau pénien aide à maintenir l'érection pour permettre un rapport sexuel satisfaisant. Il s'utilise en complément du vacuum, alias « pompe à pénis ». Une fois le cylindre de la pompe enlevé, l'anneau va aider le pénis à rester en érection. 
Le port de l'anneau pénien doit être limité à 30 minutes afin d'éviter une atteinte aux tissus du pénis, telle que celles causées par le priapisme (cf. supra). 